# Karsten Klingbeil

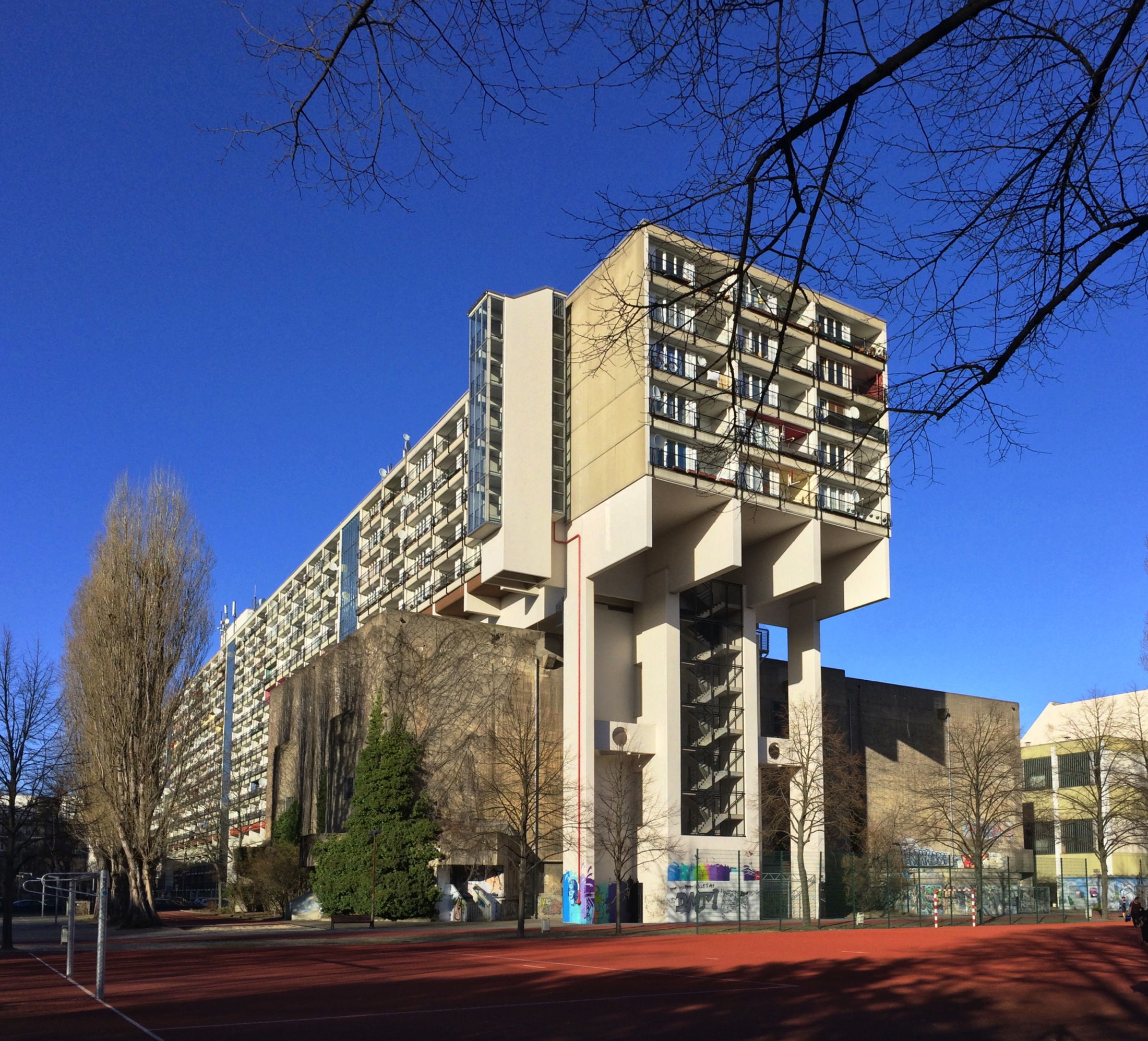
Das Pallasseum in Berlin

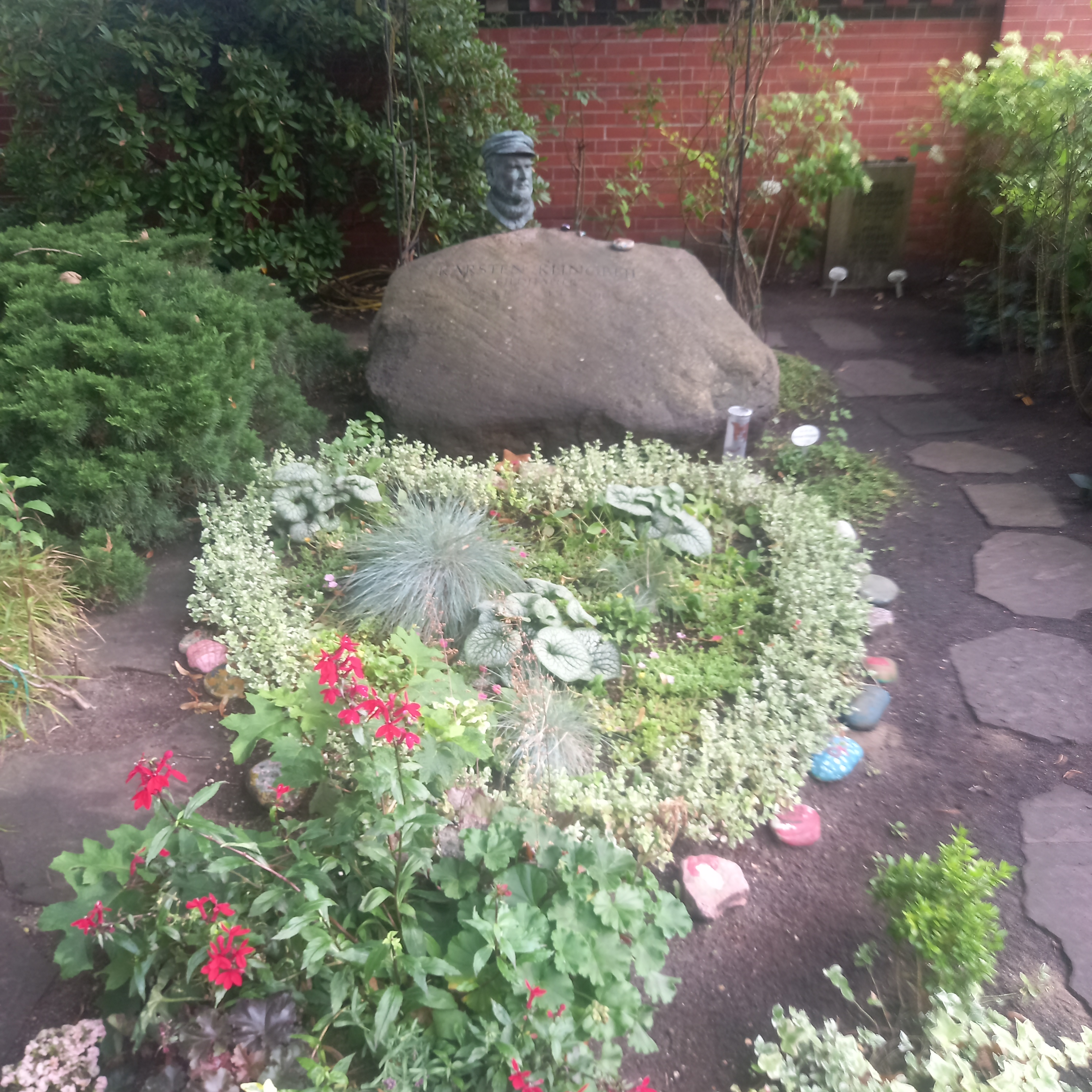
Das Grab von Karsten Klingbeil auf dem Friedhof Wannsee, Lindenstraße in Berlin

Karsten Klingbeil (* 8. März 1925 in Stettin; † 1. Juli 2016 in Berlin) war ein deutscher Unternehmer, Bildhauer und Sammler.

## Leben
Klingbeil wurde in Stettin geboren und wuchs in vermögenden Verhältnissen in einer Villa am Kleinen Wannsee in Berlin auf. Sein Vater war ein hoher Bahnbeamter und zeitweise Chef der Berliner S-Bahn. Bereits als Schüler interessierte Klingbeil sich für Lebewesen im Wasser, die er auf Paddelboottouren kennenlernte. Noch als Jugendlicher nahm er von 1940 bis 1943 Unterricht in Bildhauerei bei den Berliner Künstlern Max Esser, Renée Sintenis und Hans Haffenrichter. 1943 wurde er zur Panzerabwehr eingezogen, geriet in sowjetische Kriegsgefangenschaft und kehrte erst nach zweieinhalb Jahren zurück. Danach studierte er Kunst und Biologie in Berlin.
1949 gründete er sein erstes Unternehmen, den studentischen Jobvermittlungsdienst TUSMA. Danach folgten die Gründungen eines Zeitungsvertriebes, einer Werbefirma, eines Bowling-Unternehmens und ein Engagement für die Fastfoodkette Kentucky Fried Chicken. Zudem baute er 1957 bis 1964 Schau-Aquarien in Westerland auf Sylt, am Timmendorfer Strand und in Oberstdorf im Allgäu (1957–1964) und schrieb Bücher über Aquarienpflege und historische Verdienstorden.
Als seine Unternehmen gut liefen, begann er auf Empfehlung seines Steuerberaters wegen der Abschreibungen mit dem Bau von Immobilien. 1967 gründete er die Klingbeil-Gruppe, die in den 1970er und 1980er Jahren gut 150 Bauprojekte mit mehr als 1000 Wohnungen in Berlin und Westdeutschland realisierte und zum damals größten Bau- und Wohnungsunternehmen Berlins aufstieg. Das Eigenkapital stellten überwiegend gutverdienende Westdeutsche, die mit 200-prozentigen Abschreibungen und Verlusten so viel Steuern sparten, dass sie unterm Strich fast nichts in die Berliner Immobilien investierten.
Anfang der 1970er Jahre erbaute sein Unternehmen das 1975 eingeweihte Sheraton-Hotel am Frankfurter Flughafen, seinerzeit mit 555 Zimmern das größte Flughafenhotel Europas. Von der Hessischen Landesbank erhielt er einen Kredit von 84 Millionen Mark. Während dieser Zeit übergab Klingbeil dem Frankfurter Oberbürgermeister Rudi Arndt Parteispenden von insgesamt 1,2 Millionen Mark in mehreren Raten, was zur Spendenaffäre der Frankfurter SPD beitrug. Die Staatsanwaltschaft stellte das Verfahren ein, da sie einen direkten Zusammenhang von Kredit und Spende nicht beweisen konnte.
1978 nahm er Klaus Grönke und  Axel Guttmann als Mitgeschäftsführer in das Unternehmen auf, das nun als Holding für 92 Einzelunternehmen fungierte und 1000 Mitarbeiter beschäftigte.
1985 war er in den Antes-Skandal verwickelt. Im gleichen Jahr verkaufte er die Mehrheit seiner Geschäftsanteile an seine Mitgeschäftsführer.
1991 erwarb die Klingbeil-Groenke-Guttmann-Gruppe von der Treuhand die aus 23 Luxushotels bestehende DDR-Hotelkette Interhotel für über 1 Milliarde DM, die größtenteils über Kredite finanziert wurden. Kurze Zeit später zog er sich aus seiner Firma zurück, um sich wieder der Bildhauerei und seinen Sammlungen zu widmen. Seine Nachfolger Guttmann und Groenke wandelten daraufhin die 1995 fast insolvente Unternehmensgruppe in die noch bestehende TRIGON Immobilien Holding GmbH. Die Deutsche Bank und die Depfa Bank haben die Deutsche Interhotel Holding GmbH & Co. KG mit allen Häusern im Jahr 1995 von der Trigon-Gruppe übernommen. Die Deutsche Bank hielt 45,6 Prozent an der Deutschen Interhotel, die Aarealbank hielt etwa ein Drittel. 
2011/2012 verkaufte er seine umfangreiche Sammlung an mittelalterlichen und frühneuzeitlichen Waffen und Rüstungen sowie seine über 300 Präparate umfassende Sammlung von Krustentieren.

## Wirken als Bildhauer
Klingbeil stellte seine Skulpturen im eigenen großen Garten am Wannsee aus, aber auch in Monte Carlo, Paris oder Verona. Er wurde mit mehreren Preisen ausgezeichnet, u. a. mit der Goldmedaille für Kunst der Stadt Paris. Im Berliner Friedrichstadt-Palast steht eine von ihm geschaffene Büste von Helga Hahnemann.

## Familie
Karsten Klingbeil war viermal verheiratet, zuletzt über 50 Jahre mit seiner ehemaligen Chefsekretärin Ulla Klingbeil. Aus der Ehe gingen zwei Kinder hervor. Ulla Klingbeil engagiert sich im Wohltätigkeitsbereich. Die Klingbeils bezahlten unter anderem eine (nicht erfolgreiche) alternative Krebstherapie für Tamara Danz.

## Immobilienprojekte (Auswahl)
- 1975 Sheraton-Hotel Frankfurt-Flughafen 555 Zimmern als größtes Flughafenhotel Europas
- 1977 Wohnanlage Pallasseum auf dem Areal des 1973 abgebrochenen Berliner Sportpalastes

## Schriften
- mit G. Keuer u. a.: Das bunte Aquarien-Buch. Bertelsmann, Gütersloh 1964
- mit Andreas Thies: Orden: 1700-2000, in 4 Bänden. Klingbeil, Berlin 2008–2011, ISBN 978-3-00-022480-5

## Film
In dem 2001 erschienenen Dokumentarfilm Berlin Babylon wird Klingbeil in seinem Atelier zur Stadtentwicklung in Berlin und seinem Ausstieg aus dem Bauträgergeschäft interviewt.

„Es bringt nichts, der reichste Mann auf dem Friedhof zu sein.“

## Auszeichnungen
- Goldmedaille für Kunst der Stadt Paris